# 6128 Lasorda
6128 Lasorda (1989 LA) là một tiểu hành tinh vành đai chính được phát hiện ngày 3 tháng 6 năm 1989 bởi E. F. Helin ở Palomar.